# U-40号潜艇 (1914年)
陛下之40号潜艇是德意志帝国海军建造的一艘潜艇或称U艇。它由基尔的日耳曼尼亚船厂承建，于1914年10月22日下水，至1915年2月14日交付使用。U-40号是在第一次世界大战期间服役的329艘德国潜艇之一，但在其仅有的一次巡逻中，并无取得任何战果。1915年6月23日，该艇在苏格兰边区的艾茅斯附近海面遭英国潜艇C24号击沉，共造成32名船员阵亡。

## 设计
U-40号为双壳远洋潜艇，在尺寸上类似于U-23至U-30型，仅在推进和速度上略有不同。德意志帝国海军将其视为非常优秀的公海舰艇，具有适中的机动性和良好的水面掌舵能力。
艇只的全长和耐压壳体长分别为64.70米和52.36米；舷宽6.32米，当中的耐压壳体宽为4.05米；有7.68米的总高和3.56米的吃水深度。艇只的总排水量达971吨；其中水上为685吨，水下为878吨。
U-40号搭载有可在水上使用的两台日耳曼尼亚六缸二冲程柴油发动机，总功率为1,850匹公制馬力（1,361千瓦特）；以及可在水下使用的西门子-舒克特双电动发电机，总功率为1,200匹公制馬力（883千瓦特）。这些发动机用以驱动双轴、每根轴各一个的直径1.6米长螺旋桨，从而使艇只在水上的最高速度达16.4節（30.4每小時），在水下的最高航速为每小时9.7節（18.0每小時）。它可以8節（15每小時）的速度在水上巡航8,790海里（16,280），或以5節（9.3每小時）的速度在水下巡航80海里（150）。艇只的潜航深度为50米。
艇只装备了四具直径为500毫米的鱼雷发射管，其中艏、艉各两具，并可携带合共6枚鱼雷。此外，U-40号于1915年还增配了一门88毫米30倍径速射炮。其标准船员编制为4名军官和31名水兵。

## 历史
U-40号是由德意志帝国海军于1912年6月12日向基尔的日耳曼尼亚船厂订购。它自1913年4月3日开始铺设龙骨，1914年10月22日下水，至1915年2月14日在首任暨唯一一任艇长、海军上尉格哈特·菲尔布林格的指挥下正式入役，并被编入驻黑尔戈兰岛的第二潜艇区舰队。
U-40号仅进行了一次巡逻，期间于1915年6月23日上午在苏格兰边区的艾茅斯对开40英里（64）的海面上截停了英国拖网渔船塔拉纳基号（Taranaki）。后者实际上是一艘经过伪装的Q船，并通过联合拖缆和电话电缆与水下的潜艇C24号保持联系。当U-40号看起来已控制拖网渔船后，塔拉纳基号打电话向C24号报告了情况。然而，当C24号试图滑脱拖缆时，释放装置失灵了，C24号不得不在艇艏挂着100英尋（180）长的链条来调整到攻击阵位。其艇长、海军中尉弗雷德里克·亨利·泰勒设法调整了艇身，以避免链条缠住螺旋桨，并发射了一枚鱼雷击中U-40号艇舯。德国U艇立即沉没，并造成32名船员阵亡，仅余当时身处司令塔内的艇长、值更官和大副等三个人幸存，被塔拉纳基号救起。
沉没的地点报道各不相同。一些资料声称它位于“距阿伯丁东南50海里（93）处”，另有来源则表示是在“福斯湾以东”。然而，至2009年3月，苏格兰的海事探索（Marine Quest）公司宣布，他们的潜水员在苏格兰伯立克郡的艾茅斯附近约40海里处发现了U-40号的残骸，“距离记录的沉没地点只有几英里”。具体的位置则未公布。

## 影响
将潜艇与其拖曳的渔船搭配为“潜艇陷阱”所取得的战果十分有限。英国海军依靠这种搭配仅成功击沉过两艘德国U艇——除U-40号之外，只有U-23号。U-23号的幸存者在英国被粗心大意地与被拘留的德国人关押在一起，后者于1915年夏末被遣返回德国。根据他们在国内提供的信息，德国海军适应了这种诡计——英国的拖网渔船此后几乎都被当作“诱饵船”对待。至1918年，已有675艘渔船沉没，共434名渔民丧生。即便使用了其他类型的Q船——例如悬挂非交战国的旗帜作掩护的武装商船（见U-36号）——相关战果也很难证明此类船只的使用是成功的：伪装船共击沉11艘潜艇，但自身的损失却是76艘。英国海军遂决定自1917年起停用Q船。

## 脚注
1. 1 2  Helgason, Guðmundur. . German and Austrian U-boats of World War I - Kaiserliche Marine - Uboat.net.   [16 March 2015].
2. 1 2 3 4  Gröner，第6頁.
3. ↑  .   [2013-10-20]. （原始内容存档于2009-12-05）.
4. ↑  Gibson & Prendergast，第46頁.
5. ↑  Messimer，第60頁.
6. ↑  . BBC. 2009-03-30  [2021-07-20]. （原始内容存档于2021-07-20）.
7. ↑  McIntosh, Lindsay. . The Times. 27 March 2009.[]
8. ↑  Cliff McMullen. . The World War I Document Archive.   [2021-07-20]. （原始内容存档于2011-05-14）.
9. ↑  The Fishermans War 1914–1918. （页面存档备份，存于） The British Stealth Ships Of The Great War. （页面存档备份，存于）
10. ↑  .   [2021-07-20]. （原始内容存档于2021-07-20）.